# St Stephen Walbrook

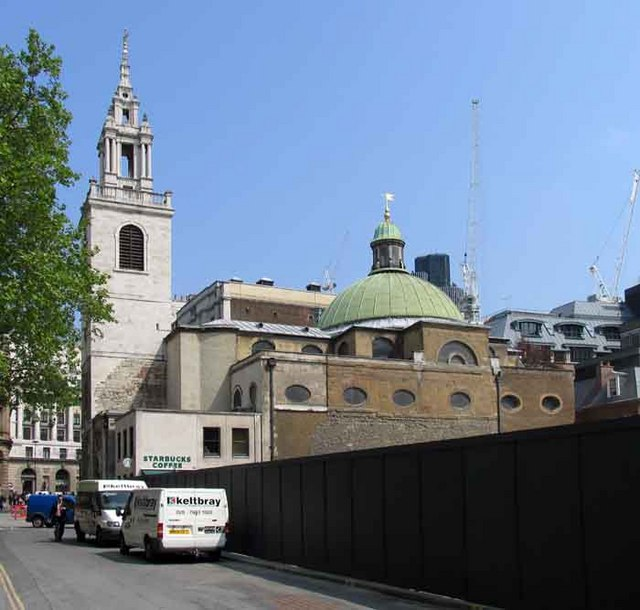
London, St Stephen Walbrook

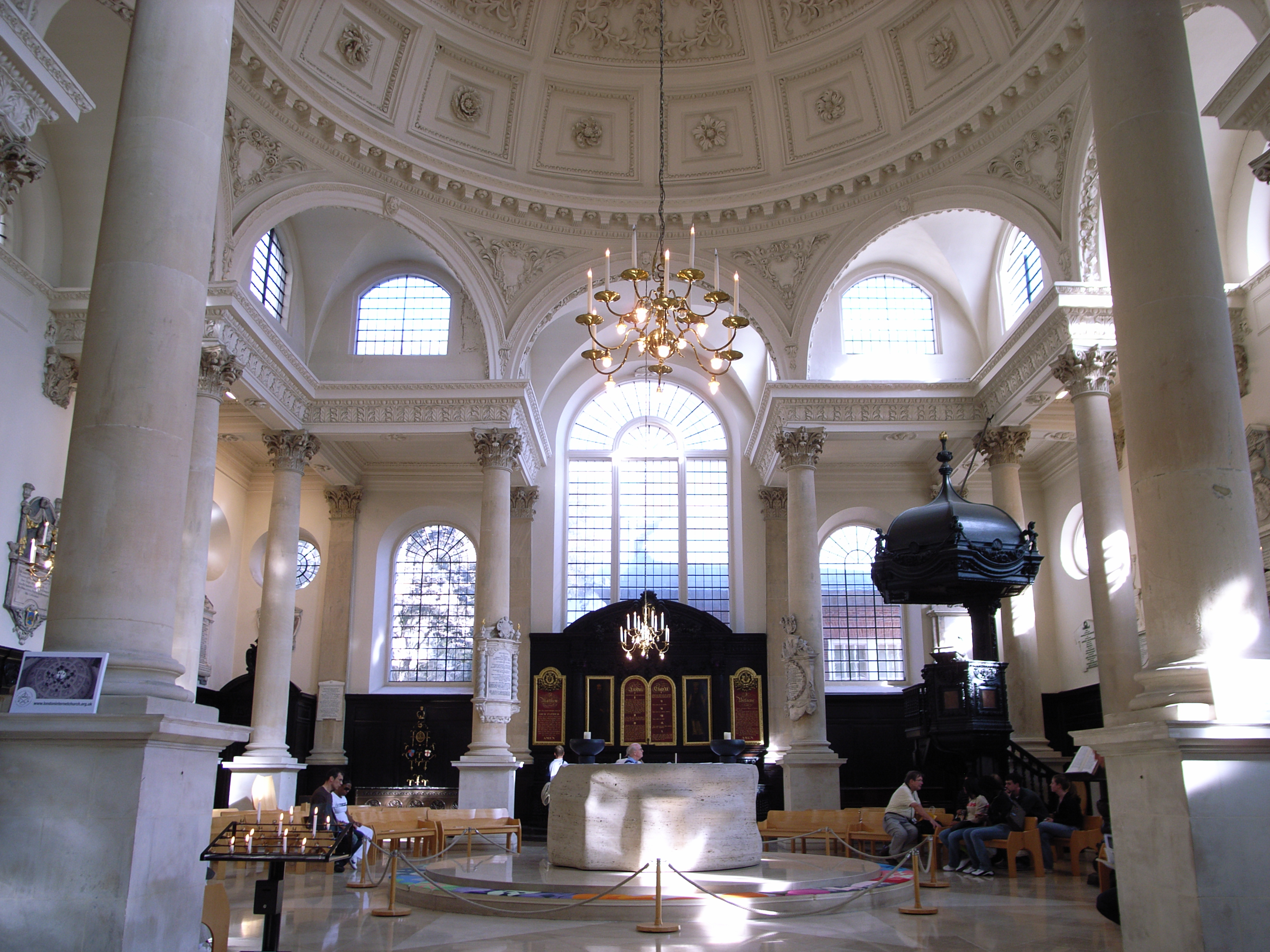
Innenraum

St Stephen Walbrook ist ein anglikanisches Kirchengebäude im Londoner Innenstadtbezirk City of London. Die Kirche führt ihren Namenszusatz nach dem ehedem vorbeifließenden – heute unterirdisch verlaufenden – Bach Walbrook.

## Geschichte

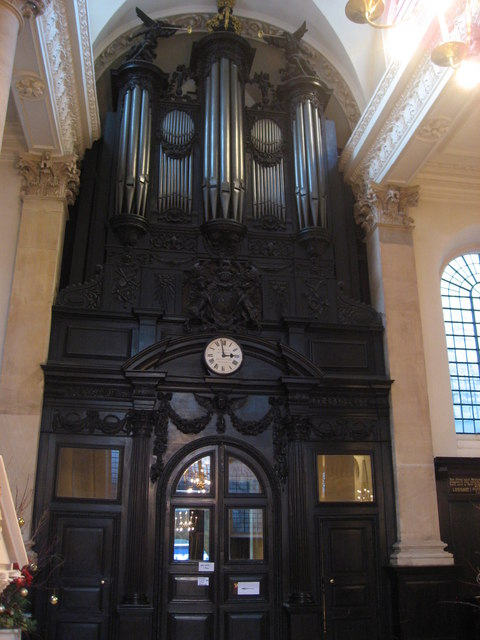
Orgel

Ein am Walbrook in der Nähe eines römischen Mithraeums gelegener erster Kirchenbau war in angelsächsischer Zeit entstanden. 1429 erwarb der Kaufmann und zeitweilige Lord Mayor von London, Robert Chichele, ein gegenüberliegendes Grundstück für den spätgotischen Neubau der Pfarrkirche, die am 30. April 1439 geweiht werden konnte. Wie alle anderen Pfarrkirchen der Stadt wurde diese 1666 beim Großen Brand von London zerstört. Nach Vereinigung der Pfarrei von St Stephen mit einer Nachbargemeinde, deren Kirche aufgelassen wurde, errichtete Christopher Wren in den Jahren 1672 bis 1679 den bestehenden Kirchenneubau, dessen Baukosten sich auf £ 7692 beliefen.
Markantestes architektonisches Element des in den Formen des englischen Barockklassizismus entworfenen Kirchenneubaus ist dessen weitgespannte, aus statischen Gründen als Holzkonstruktion ausgeführte Kuppel, die im Innern von vier Gruppen von jeweils drei korinthischen Säulen getragen wird; vier weitere Säulen bilden das nur kurze Kirchenschiff. Dadurch ergibt sich ein Zentralraum, der eine Vorstudie zu der großen Kuppel im Vierungsbereich von St Paul’s Cathedral darstellt. Im Vergleich zu dieser innovativen Innenraumlösung wirkt der Außenbau bis auf den seitlich des Portikus stehenden, von einem offenen Helmaufbau bekrönten Turmbau weniger prägnant.
1760 erhielt die Kirche eine neue Orgel des Orgelbauers George England. 1776 wurde anstelle eines Fensters das Altarbild Devout Men Taking Away the Body of St Stephen, von Benjamin West installiert, aber 1850 bei einer weiteren Restaurierung auf die Nordseite der Kirche gerückt, um durch die Wiederöffnung des Chorfensters die ursprüngliche Lichtwirkung des Kirchenraums wiederzugewinnen. 1987 wurde bei einer Neuordnung des Innenraums ein von Henry Moore geschaffener Altarblock im Zentrum installiert.